# Obús autopropulsado Koalitsiya-SV
El sistema de artillería autopropulsada 2S35 «Koalitsiya-SV» (en ruso: 2С35 «Коалиция-СВ») es un nuevo sistema ruso de obús autopropulsado, cuya primera aparición en público (inicialmente con su torreta cubierta) en los ensayos para la parada militar por el Día de la Victoria el 9 de mayo del 2015. El 2S35 se espera que entre a sustituir en corto plazo a su similar, el 2S19 Msta, en las fuerzas terrestres de Rusia.

## Historia

### Diseño
El 2S35 se espera que entre en servicio e introduzca un gran número de mejoras e innovaciones técnicas y tecnológicas, con un alto grado de automatización que le mejorará dramáticamente su desempeño, y reducirá el número de tripulantes justo a dos personas de ser necesario en caso de combate, los cuales se hallarían en una cápsula de protección blindada por debajo de las dos escotillas, en la parte delantera del casco.

### Desarrollo
Para noviembre de 2014, se adelantaban las pruebas de desempeño del 2S35.

## Características

### Armamento
Los reportes iniciales indican que el armamento principal es el cañón 2A88, de calibre 152 mm con un alcance de hasta 70 kilómetros (229 659 pies) usando municiones con sistema de guía. Su tasa de tiro efectivo será de entre 16 a 20 disparos por minuto, (15+) Debido a su cargador, de tipo neumático, la tasa de tiro del 2S35 será, de ser posible; mejorada. Y la capacidad de transporte se situaría en una cifra cercana a las 70 rondas. El 2S35 Koalitsiya tendrá un diseño de tipo modular en su sistema de carga de munición, con el que se puede cambiar la cantidad de propelente usado para el disparo del proyectil. El armamento secundario consistiría de una sistema de armamento a control remoto equipado con una ametralladora Kord de calibre 12.7 mm y otra de tipo antipersonal de calibre 7,62 x 54 R o 7,62x39.

### Sistema Unificado de Comando y Control
El sistema de artillería 2S35 Koalitsiya-SV no será como los sistemas de su tipo actualmente en servicio, pues dispondrá de sistemas de operación altamente robotizado, con un muy alto grado de complejidad. El 2S35 tendrá un sistema unificado de comando-y-control en el que se mostrarían todas sus funcionalidades, estatus y las fallas en un único panel unificado de tipo  digital. Este sistema podrá, de forma automática; seleccionar el tipo de cartucho apropiado para cada misión.

### Movilidad
El 2S35 se creía que sería inicialmente desarrollado en base al chasis de la Plataforma Universal de Combate "Armata", como en el caso de los blindados T-14 Armata, T-15 Armata, y se supone que dispondrá de las siete ruedas del conjunto de rodaje del anterior. Pero ante las presiones por su salida en los ensayos y en la ya susodicha parada, el 2S35 en la misma se montó sobre la del chasis de un T-90.

## Variantes
El desarrollo de una versión de doble cañón del 2S35 fue abandonada en el 2010, por considerarse demasiado compleja.

## Usuarios
- Rusia - de 6 a 10 unidades, en pruebas.[cita requerida]

## Galería de imágenes

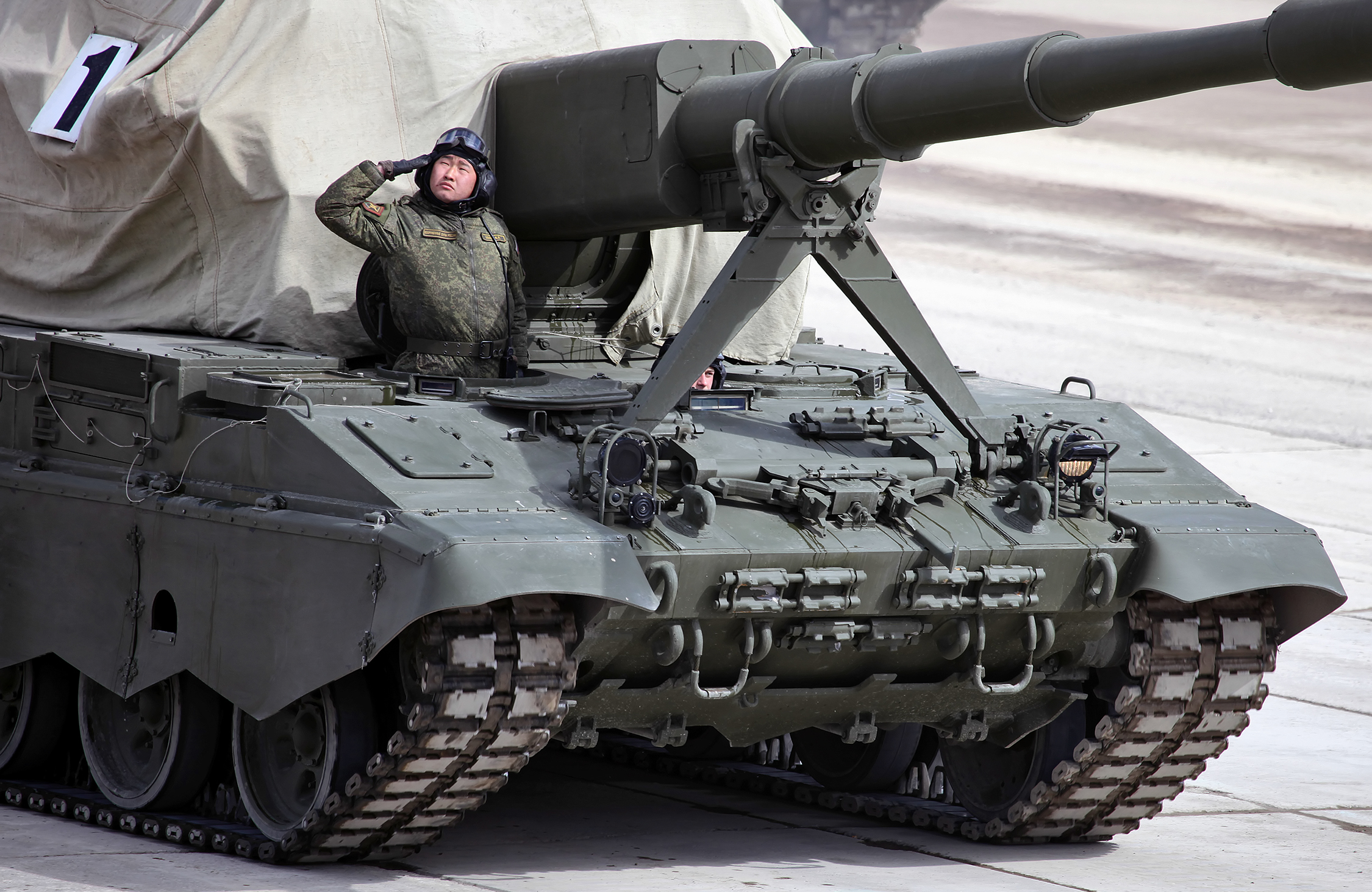
Detalle del glacis del 2S35 Koalitsiya-SV.
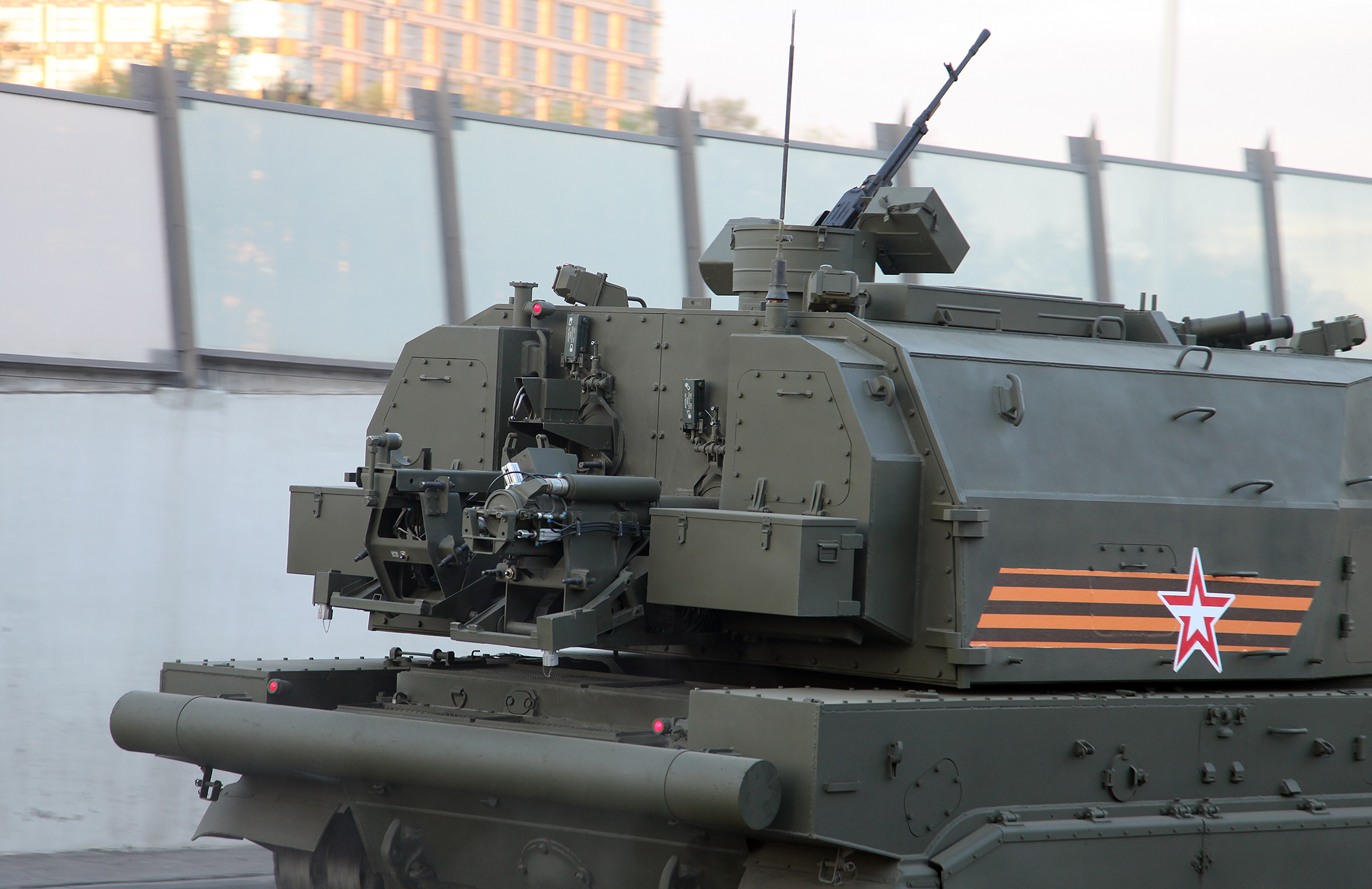
Detalle de la parte posterior de la torreta del 2S35 Koalitsiya-SV.
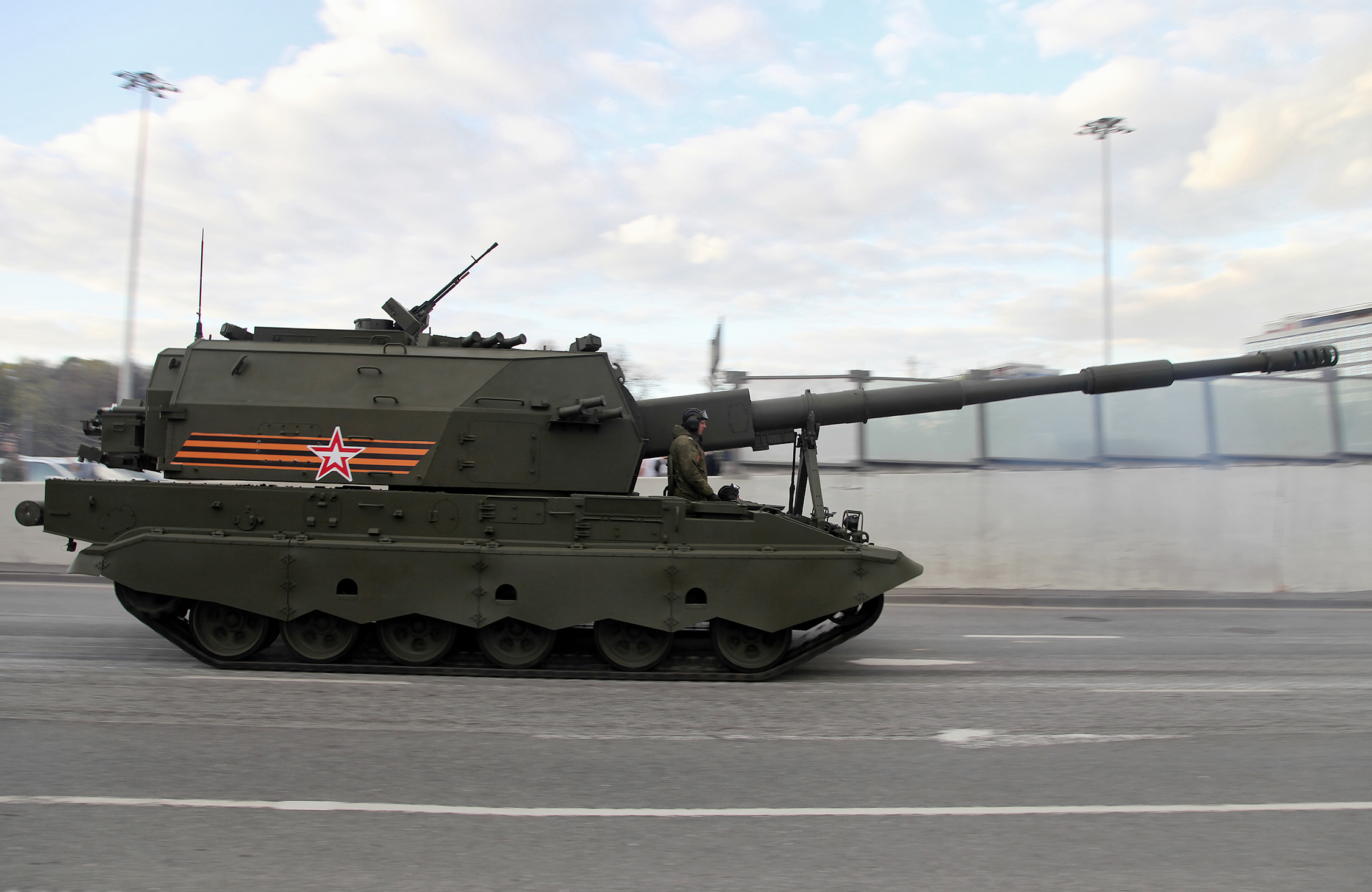
Perfil del 2S35 Koalitsiya-SV.

### Desarrollos relacionados
- Obús 2A65 de 152 mm
 T-90
 T-72
- Plataforma de combate universal "Armata"

- T-14 Armata
- T-15 Armata

- Kurganets-25
- Bumerang TBP

### Artículos similares
- TAM VCA
- PZH-2000
- Obús autopropulsado M108
 Obús autopropulsado M109
 Obús autopropulsado M110
  Obús autopropulsado NLOS
- Sholef
- OTO Melara Palmaria (artillería)
- K-9 Thunder
- Tipo 99
- AHS Krab
- AS-90 Braveheart
- 2S19 Msta
- SSPH Primus
- G6 Rhino
- T-155 Fırtına